# زیباترین آواز
زیباترین آواز کتابی از شکوفه تقی است که در سال ۱۳۶۵ منتشر و در مراسم کتاب سال جمهوری اسلامی ایران به‌عنوان کتاب برگزیده معرفی شد.